# Јована Стевић
Јована Стевић (Београд, 4. марта 1983) српска је телевизијска, филмска и позоришна глумица.

## Биографија
Јована Стевић је рођена у Београду 4. марта 1983. године. Завршила је Петнаесту београдску гимназију, након чега је радила као новинарка и водитељка емисије Музичке вести на Трећем каналу РТС-а. Дипломирала је на Академији лепих уметности, смер Менаџмент масовних медија и новинарство. Тим позивом бавила се до прве телевизијске улоге, коју је остварила у серији Монтевидео, Бог те видео!, 2013. године. Прилику да дебитује као глумица добила је по препоруци Андрије Кузмановића, док је у то време похађала „Театар Лево“. Након првог пројекта, у својој 31. години уписала је студије глуме на Факултету савремених уметности у класи професорке Виде Огњеновић и асистента Ивана Босиљчића.
Она се, потом, појављивала у неколико телевизијских серија, од којих је најзначајнију улогу остварила у пројекту Убице мог оца, у чијој је подели добила лик новинарке Данице. Такође, играла је и у више краткометражних садржаја Посматрачи и Између резова, као и у филмском остварењу Мамонга из 2019. године. Појављује се у улози трагично преминуле новинарке Даде Вујасиновић у документарно-играном серијалу Срце злочина.
Јована Стевић је суоснивач и директорка Јапанско-српског фестивала филма за Србију. Учествовала је у пројекту Хлеб мира.

## Филмографија
| Год.       | Назив                              | Улога                    |
| ---------- | ---------------------------------- | ------------------------ |
| 2010.-е    |                                    |                          |
| 2013.      | Монтевидео, Бог те видео! (серија) | Данина девојка           |
| 2014.      | Време излаза (кратки филм)         | девојка                  |
| 2015—2016. | Андрија и Анђелка (серија)         | Славица                  |
| 2016.      | Фанатик (кратки филм)              | редитељка                |
| 2016.      | Посматрачи (ТВ филм)               | Тета Мица                |
| 2016—2023. | Убице мог оца (серија)             | новинарка Даница         |
| 2017.      | Сенке над Балканом (серија)        | анимир дама              |
| 2017.      | Између резова (кратки филм)        | шефова девојка           |
| 2018.      | Шифра Деспот (серија)              | Милка                    |
| 2018.      | Јутро ће променити све (серија)    | Маша                     |
| 2019.      | Ургентни центар (серија)           | докторка Мирјана         |
| 2019.      | Беса (серија)                      | Мишина медицинска сестра |
| 2019.      | Синђелићи (серија)                 | жена 1                   |
| 2019.      | Мамонга                            | учитељица                |
| 2019.      | Адио Соле (кратки филм)            | Наталија                 |
| 2019.      | Група (серија)                     | Анита                    |
| 2020.-е    |                                    |                          |
| 2020.      | Срце злочина (ТВ серијал)          | Дада Вујасиновић         |
| 2020.      | Државни службеник (серија)         | новинарка Даница         |
| 2021.      | Време зла (серија)                 | Милица                   |
| 2021.      | Викенд са ћалетом (серија)         | Цака                     |